# Julio Lores
Julio Vicente Lores Colán (* 15. September 1908 in Huaral; † 15. Juli 1947), auch bekannt unter dem Spitznamen „El Chino“ (der Chinese) war ein gebürtiger peruanischer und später eingebürgerter mexikanischer Fußballspieler auf der Position eines Stürmers.

## Leben

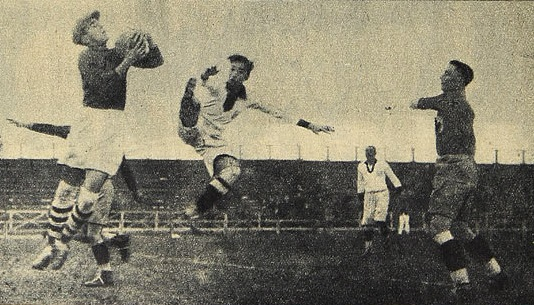
Ion Lăpușneanu, rumänischer Torhüter, gegen Julio Lores, Szene aus dem Spiel beider Mannschaften bei der WM 1930

In der Saison 1928/29 spielte Lores für Ciclista Lima. Nach dieser Saison wechselte er zum mexikanischen Verein Club Necaxa, bei dem er bis 1941 unter Vertrag stand. In den Reihen von Necaxa wurde Lores zweimal Torschützenkönig der mexikanischen Liga (1931/32 und 1932/33) und viermal mexikanischer Meister (1933, 1935, 1937 und 1938). Seine letzte Saison 1941/42 verbrachte Lores beim Club América.
Bei der Weltmeisterschaft 1930 stand Lores im Aufgebot Perus. Dort kam er in beiden Vorrundenspielen gegen Rumänien und den späteren Weltmeister Uruguay zum Einsatz.
Nach dem Erhalt der mexikanischen Staatsbürgerschaft absolvierte Lores zwischen 1935 und 1938 noch sieben Länderspiele für die mexikanische Nationalmannschaft, in denen er insgesamt sieben Tore erzielte und 1935 die Zentralamerikanischen Meisterschaften gewann, Mexikos erster Nationalmannschaftstitel. Auch bei der Titelverteidigung drei Jahre später wirkte er im Spiel gegen Venezuela (1:0) mit.
Lores war der erste Peruaner, der für die Nationalmannschaft eines anderen Landes spielte.
Im Alter von nur 39 Jahren erlag Lores einem Krebsleiden.
Nach ihm benannt ist das 1952 eröffnete Estadio Julio Lores Colán in Huaral, in dem der Fußballverein Unión Huaral seine Heimspiele austrägt.

## Spitzname
Sein Spitzname „El Chino“ resultiert daher, dass sein Großvater väterlicherseits aus Macau stammte. Dessen Familienname lautete Wong, doch in Peru nahm er den neuen Familiennamen Lores an. Dies war der erste Familienname von Benito Lores Bathel, dem Eigentümer des Landguts, auf dem sein Großvater arbeitete.

## Erfolge

### Verein
- Mexikanischer Meister: 1932/33, 1934/35, 1936/37, 1937/38

### Nationalmannschaft
- Zentralamerikanischer Meister: 1935, 1938[3]